# متحكم منطقي قابل للبرمجة

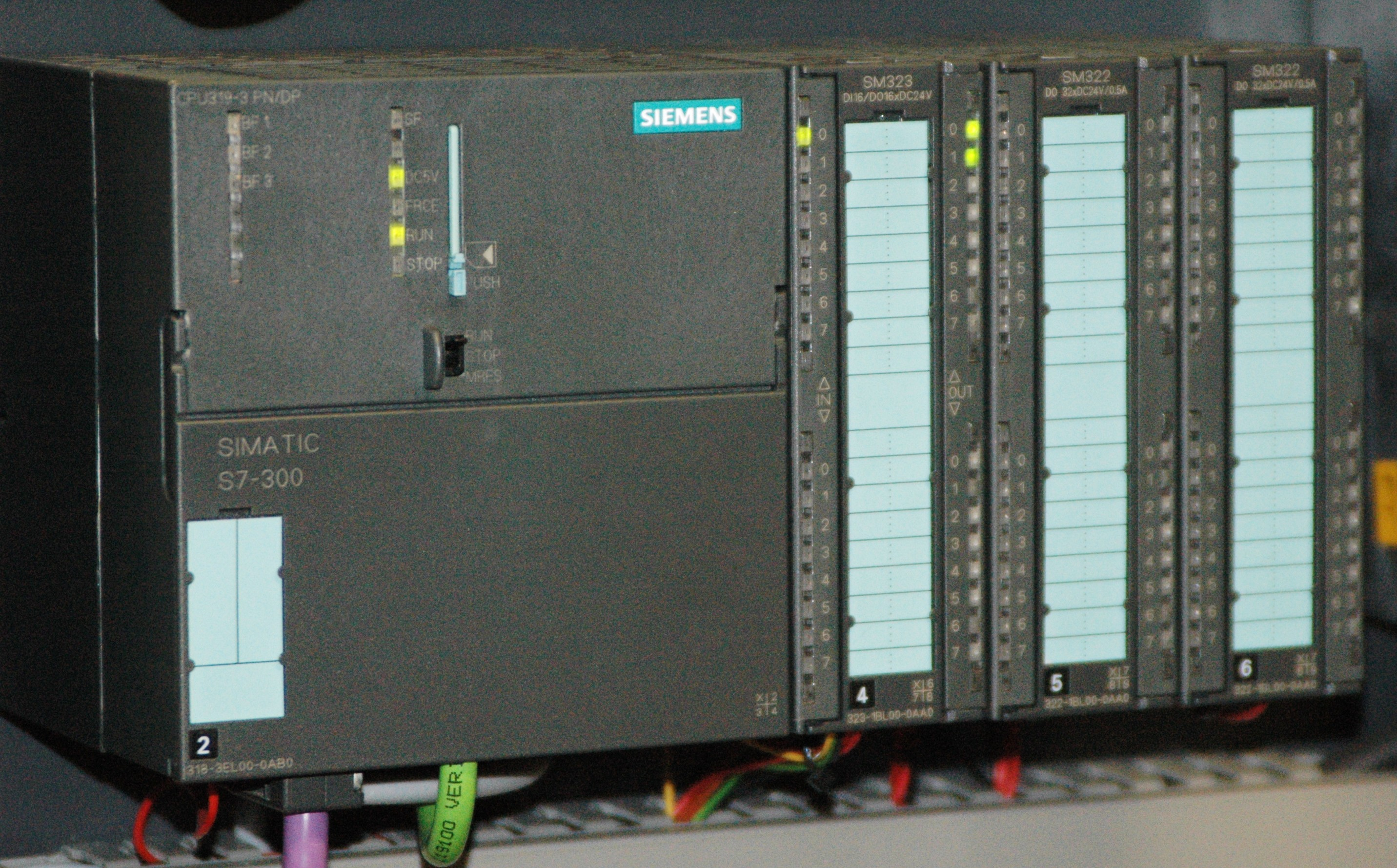
جهاز تحكم منطقي قابل للبرمجة مى نوع Siemens SIMATIC S7-300

المتحكم المنطقي القابل للبرمجة (بالإنجليزية: Programmable Logic Controller)‏ أو اختصارا PLC، هو حاسوب رقمي يستعمل في أتمتة العمليات الكهروميكانيكية.
يختلف الحاسوب  المستخدم في التحكم الصناعي PLC عن الحاسوب الشخصي PC في تركيزه على إدارة عمليات الإدخال والإخراج المنطقي وعمليات القياس والتحكم التماثلي وذلك بفضل وحدات الإدخال والإخراج المختلفة. في الحاسوب العادي عادة تكون وحدات الإدخال والإخراج مخصصة للغرض الشخصي مثل لوحة المفاتيح، الفأرة، الشاشة، الطابعة وغيرها. أما في البي إل سي  (PLC) فإن وحدات أخرى هي التي تكون أكثر أهمية وتختلف تماما عن الوحدات السابقة.
في التطبيقات الصناعية الصغيرة توجد وحدة متكاملة شبيهة بجهاز التحكم المنطقي وتدعى رقاقة بي اي سي PIC Chip أو PIC microcontroller وتستخدم عادة في الأجهزة الإلكترونية لتنفيذ عدد محدود من التعليمات البرمجية.

## بنية PLC

### يتألف PLC
يتألف جهاز التحكم المنطقي القابل للبرمجة من الوحدات (يطلق عليها غالبا الكروت Cards) التالية:
- وحدات إدخال رقمي Digital Input Cards: تؤدي نفس الوظيفة التي تقوم بها الريليهات ومفاتيح التلامس بحيث أنها تشبه حالات التشغيل والإيقاف ولكن بأسلوب منطقي آخر (إشارة جهد دخل ذو مستوى مرتفع أم منخفض).
- وحدات إدخال تماثلي Analog Input Cards: وتشبه إلى حد ما أجهزة الاستشعار أو المجسات حيث يمكن أن تكون لقياس الحرارة، الجهد، أو غير ذلك.
- وحدات إخراج رقمي Digital Output Cards: تؤدي هذه الوحدات عمليات الفتح والقفل مثل المفاتيح العادية ونقاط التلامس المفتوحة والمغلقة في عنصر الريلاي.
- وحدات إخراج تماثلي Analog Output Cards: عادة ما يكون خرج هذه الوحدات هو جهد ذا تيار مستمر VDC متغير القيمة ويمكن تشبيهه بمقسم الجهد.
- وحدة المعالجة المركزية: وهي تماما كتلك الموجودة في الحاسوب الشخصي مع اختلاف بسيط هو قدرتها على تحمل درجات حرارة أعلى نسبيا وذلك حسب المتطلبات الصناعية. تهتم هذه الوحدة بعملية إدارة وتشغيل نظام التشغيل، البرنامج المخزون ومعالجة البيانات بين الدخل، الذاكرة والخرج.
- وحدات الذاكرة والتخزين Memory and Storage: هي أيضا شبيها بمحتويات الحاسوب الشخصي مثل ذاكرة الوصول العشوائي ذاكرة الوصول العشوائي ذاكرة القراءة فقط ذاكرة القراءة فقط (أصبحت تستبدل ذاكرة القراءة فقط القابلة للبرمجة والمسح ذاكرة القراءة فقط القابلة للبرمجة والمسح أو ذاكرة فلاش Flash memory). لاتستخدم محركات الأقراص بكافة أنواعها بشكل كبير في هذه الأجهزة وذلك بسبب صغر حجم البرنامج المكتوب.
- وحدة الاتصال Communication Card: الغرض الرئيسي من هذه الوحدة هو تبادل البيانات بين الجهاز ووحدة أخرى مثل الحاسوب الشخصي أو جهاز PLC اخر.
- وحدة إمداد القدرة وبطارية الدعم Power Supply and Battery Backup: تهتم وحدة إمداد القدرة باستلام القدرة الكهربائية من مصدر خارجي وتوزيعها بشكل ملائم على جميع الوحدات السابقة بجهد مناسب لعملها وتيار مناسب خاصة في وحدات الإخراج التماثلي. أما بطارية الدعم فتستعمل لحفظ نظام التشغيل والبرنامج عند انقطاع الطاقة الكهربائية لفترة من الوقت.

### البرمجيات
يعمل جهاز التحكم المنطقي القابل للبرمجة بنظام تشغيل خاص به بحيث يستطيع ترجمة البرنامج المخزون (بشكل مصفوفة أو قاعدة من البيانات).
عند تنفيذ البرنامج تُقْرَأ دائما وتُنَفَّذ العمليات من اليسار إلى اليمين ومن الأعلى للأسفل سطر بسطر (أو تعبير تلو اخر) وهنا تكمن الأسبقية وضمان عدم احتمالية التعارض مقارنة بطرق التحكم التقليدية بواسطة الريليهات والمفاتيح مثلا.
توجد أربعة أنواع شهيرة لتمثيل البرنامج المراد كتابته إلى PLC وهي:
- الشكل السُلمي Ladder Diagram: ويشبه مخططات الدوائر الكهربائية ولذا يكون مناسبا كثيرا لمصممي الدوائر الكهربائية لسهولة التحويل.
- شكل سرد تعبيري Statement List: يشبه لغة التجميع في البرمجة الدنيا حيث تترجم العمليات المنطقية إلى كلمات ومتغيرات تسرد سطر بسطر.
- الشكل الوظيفي Functional Block Diagram: تكون جميع العمليات المنطقية عبارة عن مربعات بداخلها اسم الوظيفة وعلى يسار المربع تكون المدخلات وعلى يمينه المخرجات.
- الشكل المجدول Structure List: حيث تعطى أشكال البوابات الرقمية المألوفة وجداول الصواب والخطأ.

## نماذج PLC
- S5، S7، LOGO من سيمنس.
- Antisurge Controller من سي سي سي
- الن برادلي Allen-Bradley
- VTMS Bently Nevada 3500 من بنتلي نيفادا
- ترايكونكس

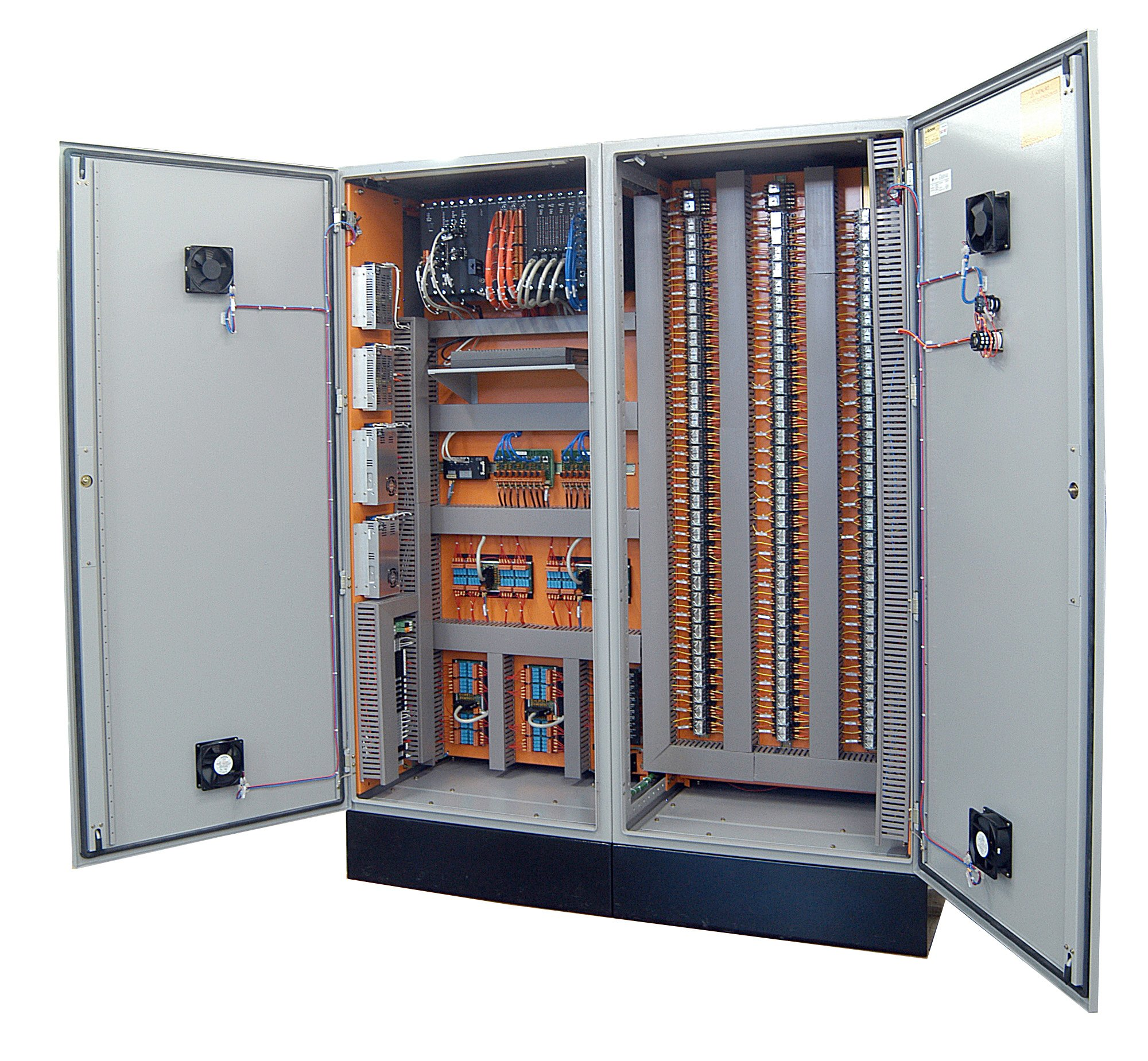
جهاز تحكم منطقي قابل للبرمجة من نوع Altus AL-2000 في صِـوان ٍ توصيلي ّ

تمثل أنظمة S7 الأنظمة الأكثر شيوعا في المناطق الصناعية وخاصة التي التي لا يمثل فيها التحكم خطورة كبرى نظرا لسعرها المنخفض نسبيا إلا أنها أكثر تعقيداً وتكون احتمالية الخطأ بها عالية مقارنة بأنظمة أخرى مثل بينتلي نيفادا وترايكونكس. تتميز أنظمة بنتلي نيفادا بمراقبة الاهتزازات، الحرارة، VTMS بسرعتها ودقتها العالية حيث تحوي كل وحدة مدمجة معالجها المستقل بداخلها. كذلك يتميز نظام ترايكونكس بالمعالجات الثلاثية القابلة للتصويت برمجيا Triple Modular with Voting system إلا أن سعرها الباهظ يجعل منها تطبيقا مقتصرا على الشركات النفطية والمفاعلات النووية.